# Vestimentația Egiptului Antic
Vestimentația Egiptului Antic a fost influențată de mediul înconjurător (climă caldă și uscată) și de stilul de viață al egiptenilor, care își desfășurau afară majoritatea activităților.

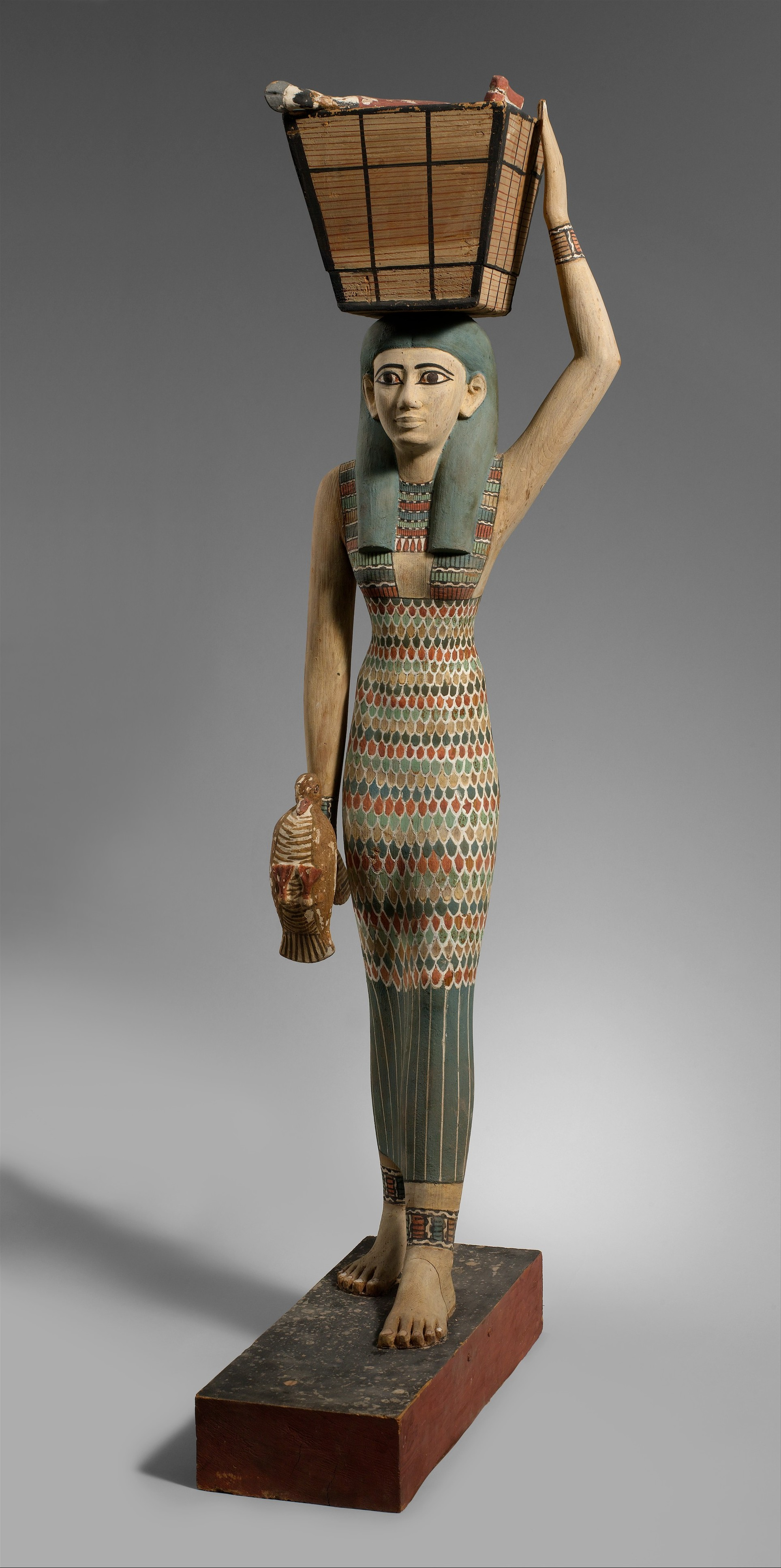
Purtătoare de ofrande. Exemplu de rochie cu bretele

## Îmbrăcămintea egipteană
Spre deosebire de cele mai multe dintre popoarele vechi Mediteraneene, egiptenii purtau doar una sau două piese mari de îmbrăcăminte înfășurate pe corp în diferite moduri. Însă, atât bărbații cât și femeile din Egiptul Antic purtau tunici cusute pe măsura potrivită. Aceste tunici semănau cu un tricou lung care ajungea până la genunchi (pentru bărbați) sau până la glezne (pentru femei). Tunicile erau de obicei fabricate din in și aproape totdeauna albe. Cei mai mulți egipteni, atât bărbați cât și femei, nu par să își fi acoperit capetele cu niciun fel de articol de vestimentație. Deseori umblau cu picioarele goale, dar uneori purtau sandale din piele.
Bărbații care lucrau afară purtau deobicei fuste scurte în loc de tunici, care puteau fi fabricate ca în Asia de vest prin înfășurarea unei piese de îmbrăcăminte în jurul trunchiului și picioarelor. Atât bărbații cât și femeile purtau fard de ochi albastru sau verde și creion din cărbune negru, când se îmbrăcau de ocazii. Bărbații aveau părul scurt, nu purtau bărbi sau mustăți, în timp ce femeile își purtau părul pe umeri. Atât bărbații cât și femeile purtau bijuterii din aur dacă iși permiteau.

### Materiale pentru îmbrăcăminte
Climatul egiptean cu verile sale fierbinți și ierni blânde a favorizat îmbrăcămintea ușoară făcută din fibre vegetale, predominant pânză iar în timpurile Romane ocazional bumbac, un material de import din India. Lâna era folosită în măsură mai mică, și rareori de egiptenii bogați.
Mici cantități de mătase erau comercializate în estul Mediteranei, posibil pe la a doua jumătate a mileniului II A.C. și resturi de mătase au fost găsite în mormintele egiptene.
Pieile de animale, în special de leopard, erau uneori purtate de preoți și călugări în rolul lor de primi slujitori ai lui Dumnezeu. Astfel de veșminte au fost găsite în mormântul lui Tutankhamon și erau frecvent pictate pe pereții mormintelor. Unii regi și regine purtau îmbrăcăminte decorativă ceremonială cu pene și țechini.

### Producția
Manufactura hainelor era mai mult munca femeilor. Era în general făcută acasă, dar existau și ateliere conduse de nobilime sau alți oameni cu mijloace. Prin batere și dărăcire plantele de in erau transformate în fibre, care puteau fi toarse în fire.
Mai întâi îmbrăcămintea era țesută pe războaie orizontale, deobicei simplii țăruși bătuți în pământ, caz în care lucrătorii trebuiau să muncească pe jos, iar mai târziu în timpul Noului Regat pe războaie verticale. Aceste noi războaie erau fizic mai pretențioase și erau în general operate de bărbați.
Uneltele ca de exemplu cuțitele și acele s-au schimbat de-a lungul secolelor. Lamele erau făcute din piatră în neolitic, apoi din cupru, din bronz în timpul Regatului Mijlociu și în final din fier, deși cuțite din cremene, cu muchii mai ascuțite decât cele din fier, continuă să fie folosite din ce în ce mai rar până în timpurile Romane. Acele erau fasonate din lemn, os sau metal. Egiptenii au reușit să facă ochiuri în ace din cupru groase de un milimetru. Foarfecele au devenit de uz general târziu în istoria Egiptului deși principiul era cunoscut din al II -lea mileniu A.C.

### Articole de îmbrăcăminte
Purtau tunici din pânză cu marginile atârnând peste picioare, denumite kalasiris, și mantii albe de lână libere deasupra lor. - Herodot, Istoriile 2,81

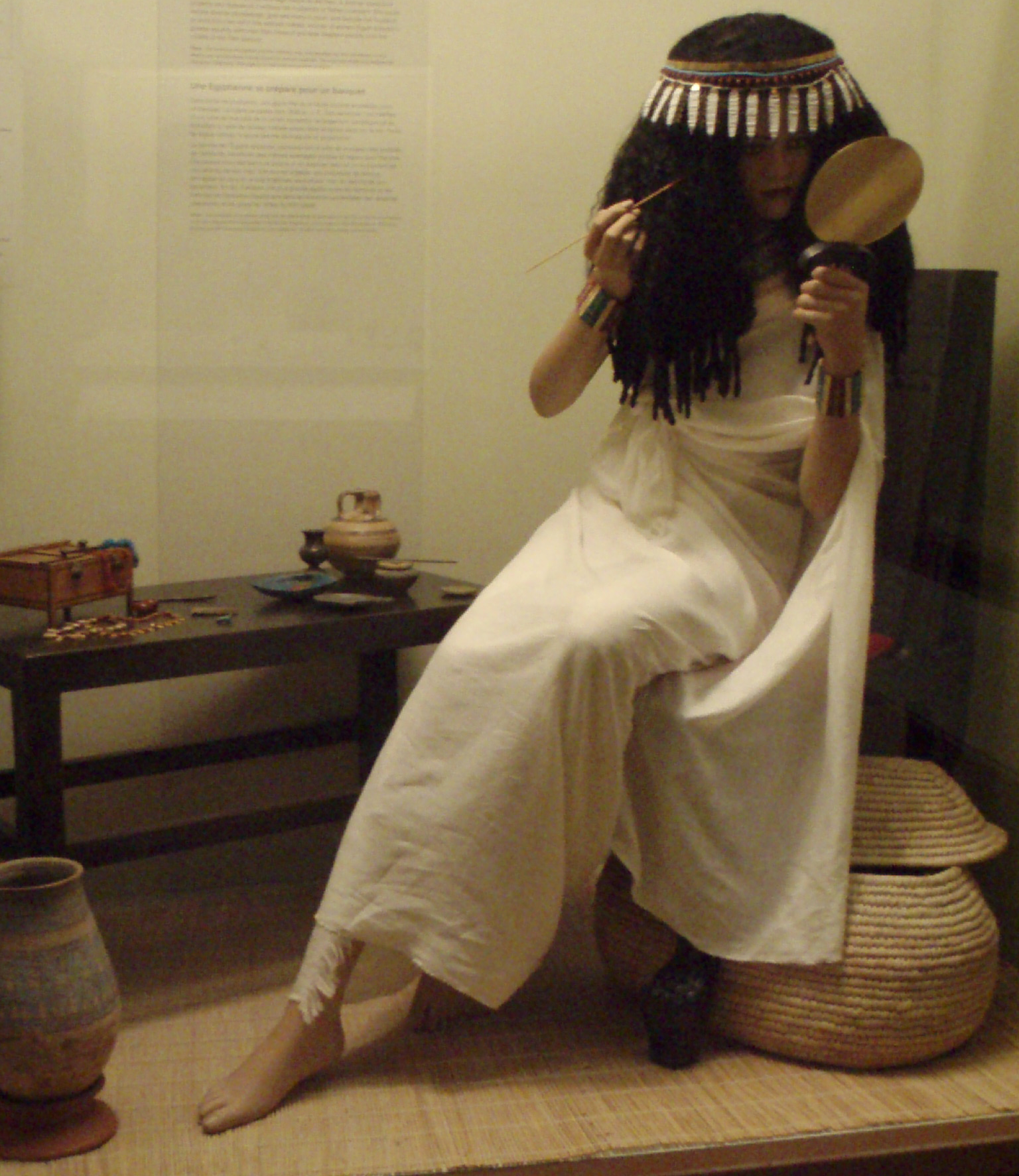
Manechin prezentând o femeie egipteană machiindu-se

Hainele erau în general făcute din pânză în manieră simplă: un brâu scurt asemănător cu o fustanelă pentru bărbați, o îmbrăcăminte cu curele pentru femei. Aceste veșminte de bază cu variații minore ținând seama de statutul social și bogăție nu s-au schimbat mult de-a lungul istoriei Egiptului. Lungimea fustanelelor a variat, fiind mai scurtă pe timpul Regatului Vechi și ajungând la gambă în Regatul Mijlociu, când a fost deseori suplimentată cu un tricou fără mâneci sau o robă lungă. Percalul, uneori plisat, era înfășurat în jurul taliei și fixat cu o centură. Cusutul era practicat foarte puțin.
Mormântul lui Tutankhamon a furnizat multe piese de îmbrăcăminte: tunici, tricouri, fustanele și eșarfe, șosete, pălării, căciuli, basmale, mănușele și mănuși, unele din acestea cu căptușeală de pânză fină, altele cu degetele arătător și mijlocii împreunate și degetul mare separat. Dedesubturi în formă de brâu triunghiular au fost de asemenea găsite.
Robele purtate de ambele sexe în Egipt erau denumite kalasiris de Herodot. Materialul și croiala au variat mult de-a lungul secolelor.
Kalasiris-ul putea să acopere unul ori ambii umeri sau să fie purtat cu bretele. În vreme ce partea de sus putea să ajungă oriunde de la mai jos de sâni până la gât, tiveala de jos, în general atingea gleznele. Unele aveau mâneci scurte, altele erau fără mâneci. Așezarea pe corp putea fi foarte strânsă sau lejeră. Erau deseori purtate cu o centură care aduna împreună faldurile percalului.
Erau cusute dintr-o bucată dreptunghiulară de pânză de două ori mai lungă decât lungimea dorită a veșmântului. În mijlocul pânzei era tăiată o deschizătură pentru cap, care apoi era împăturită în două. Părțile de jos erau cusute împreună lăsând goluri pentru brațe.
Hainele pentru femei puteau fi ornamentate cu mărgele și uneori pânza era plisată. Ele acopereau sânii aproape tot timpul, deși erau perioade când moda le lăsa goale.
Glugile circulare datează încă din Vechiul Regat. Erau în general făcute din pânză și aveau o deschidere pentru cap, tăiată în mijloc. Deseori erau colorate, pictate ori decorate altfel și acopereau puțin mai mult decât umerii. Șaluri erau uneori purtate în timpul Noului Regat.
Aparent, servitoarele și sclavele purtau uneori puțin mai mult decât niște pantalonași zgârciți și bijuterii. Dar cel mai adesea femeile cu munci se îmbrăcau într-un scurt kalasiris. Bărbații cu munci fizice purtau un brâu, largi robe tip galabiyeh ori, dacă lucrau în apă, nimic. Copiii de obicei alergau dezbrăcați în timpul verii, și purtau mantale și mantii iarna când temperaturile puteau scade sub 10 °C.
Zeii trebuiau îmbrăcați de asemenea. Nesuhor, comandantul fortăreței de la Elephantina sub Apries, a avut grijă ca templul lui Khnum să aibă toți servitorii necesari spre a servi nevoile zeului:
"Am adus spălătorese, servitoare și curățitori pentru garderoba din august a marelui zeu și eneada lui divină."-J.H.Breasted, Înscrisuri antice ale Egiptului, Partea a patra, § 992
De regulă, egiptenii obișnuiți nu purtau nicio acoperire, similar cu africanii de mai la sud. Cei bine-situați își puneau peruci - probabil numai la ocazii speciale. Acestea au luat proporții mari în timpul Noului Regat.
Parohii sunt totdeauna reprezentați purtând coroane, dar dacă asta este o convenție picturală ori dacă o făceau în viața de fiecare zi este neclar.

## Încălțămintea

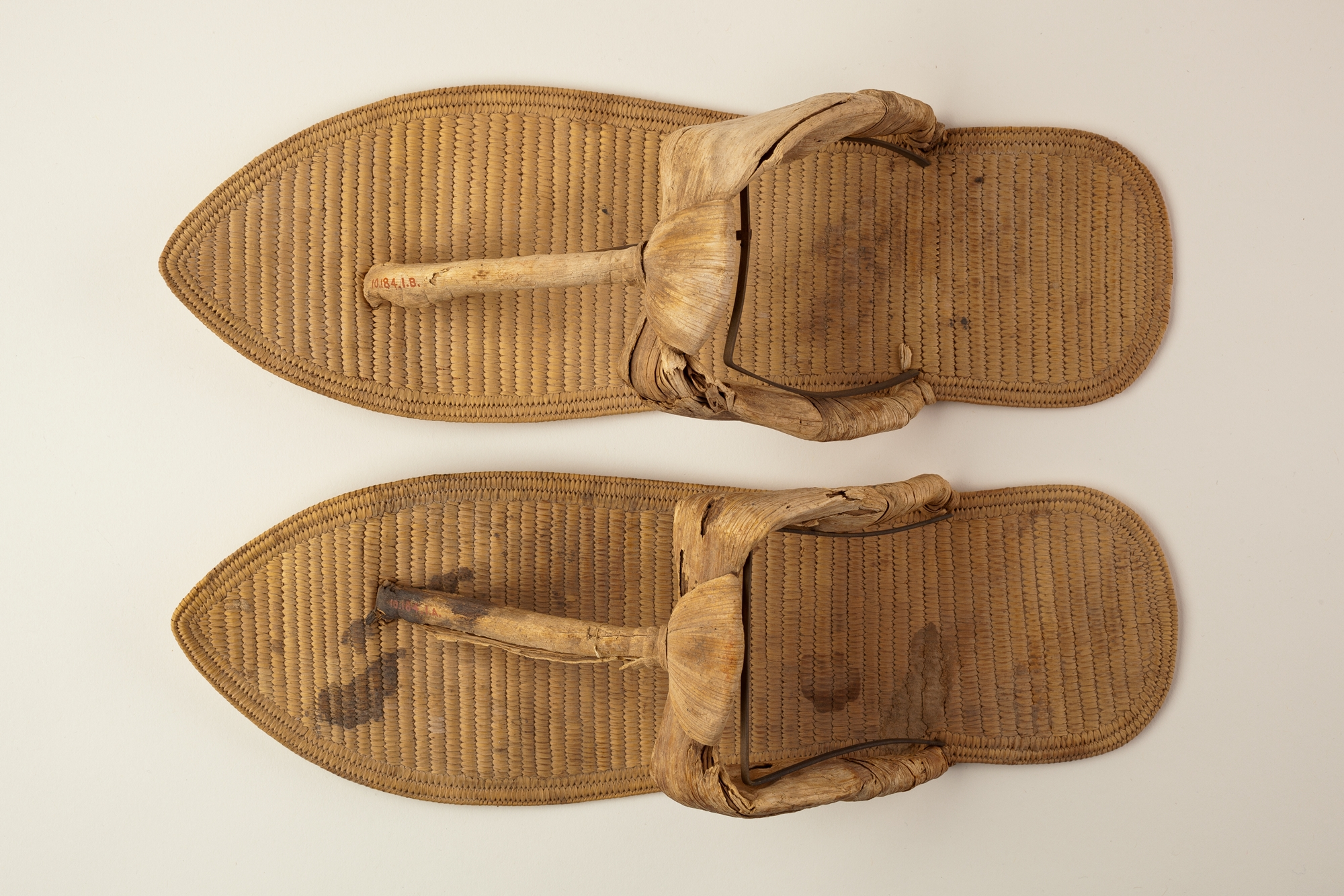
Pereche de sandale, circa 1390–1352 Î.Hr.

1. Oamenii  de obicei erau desculți și își cărau sandalele spre a le purta numai la nevoie.
2. Sandalele erau făcute din fibre de palmier sau papirus împletit.
Popoarele care trăiau în jurul Mediteranei aveau nevoie mică de încălțăminte elaborată, cu excepții ca Hitiții din platourile lor Anatoliene care purtau pantofi cu vârfurile răsucite în sus, deși în reliefurile egiptene Hitiții sunt pictați desculți.
Căutătorii de cuiburi de păsări din lanurile de porumb umblau desculți, dar purtau sandale la ocazii speciale ori când picioarele se puteau răni. Sandalele erau strânse cu doua curele și, dacă aveau vârf ascuțit acesta era deseori întors în sus. Erau făcute din piele sau papură țesute sau cusute împreună, și deseori aveau tălpi și bretele din piele.
Cel mai ieftin fel de sandale era permisibil până și celor foarte săraci. Ipuwer în ale sale Admoniții folosea lipsa sandalelor spre a descrie nevoiașul care, în lumea amețită de haos pe care o prevenea, atinsese o mare bogăție: Cel care nu își permite sandale deține bogății.
Regii purtau uneori sandale foarte elaborat decorate, și uneori mănuși decorate de asemenea, dar în general erau pictați desculți, ca pe zei.
Sandale din aur au fost găsite care însă nu puteau fi foarte confortabile pentru purtătorii lor dacă cumva erau într-adevăr purtate cu totul. Printre dotările lui Tutankhamon erau 93 piese de încălțăminte. Erau sandale din lemn cu picturi ale inamicilor pe tălpile lor, pe care regele i-ar fi călcat la fiecare pas și altă pereche încheiată cu bumbi.
Una dintre schimbările din viața zilnică care s-a produs pe timpul Regatelor Mijlociu și Nou a fost utilizarea crescută a sandalelor, privind întâi de toate pe soldați sau călători. În povestea Celor doi frați Anpu s-a pregătit pentru o călătorie:
Atunci și-a luat oamenii și sandalele, precum și hainele și armele, și a pornit călătoria spre Valea Pinului. 
M. Lichtheim, Literatura Antică Egipteană, Vol. 2, pag. 208
Sandalele par să fi avut o importanță, care astăzi în cea mai mare măsura ne scapă, simbolizând prosperitatea și autoritatea. Thutmoses III vorbește despre țările pe care le-a cucerit, și posibil despre restul lumii de asemenea, spunând „toate ținuturile erau sub sandalele mele”.
Printre cele mai vechi imagini ale perioadei dinastice sunt picturile purtătorului-de-sandale al faraonului, și pentru oficialul Weni al dinastiei a șasea. Acest post era se pare o treaptă importantă într-o carieră splendidă, menționată de doua ori in autobiografia sa.
"Sandalele erau foarte strâns și frumos împletite din papură, și de obicei cu tălpi din piele. Un mic mănunchi de papură era răsucit în jur cu o legătură din papură, care la fiecare tură pătrundea prin marginea mănunchiului precedent. Astfel aceste mănunchiuri succesive erau legate împreună margine cu margine, și cu o suprafață plană deasupra. Aceasta era mărginită circular in același mod. La fabricarea coșurilor exact același principiu era urmat, cu mare atenție. Sandalele din papură tălpuite cu piele, sandalele numai din piele, și pantofii din piele, erau toate folosite. Pantofii par a proveni chiar din această perioadă; sunt cunoscute două sau trei exemple, dar toate au o fâșie de piele între degete, și se împreunează în partea călcâiului, pentru a menține talpa pe picior; pielea de deasupra fiind împletită mai mult ca o învelitoare fără intenția de a ține pantofii pe picior. Aceste tălpi sunt compuse, din trei sau patru grosimi." - W.M.F.Petrie Kahun, Gurob și Hawara, pag.28
Pantofii din Regatul Mijlociu Timpuriu erau ceva mai mult decat sandalele cu legături între degete și cu marginile adunate la călcâi, cu pielea de deasupra numai acoperind piciorul fără sa fie fixată chiar pe picior. Pe timpul Noului Regat erau momente când unii egipteni păreau să poarte ocazional pantofi, ca într-o pictură a Reginei Nutmose de la Karnak. Aceasta poate să fi apărut ca o influență a Hitiților, cu care au venit în contact în acea perioadă de timp.